# Barátos (Így jártam anyátokkal)
A Barátos az Így jártam anyátokkal című televízió-sorozat kilencedik évadának kilencedik epizódja. Eredetileg 2013. november 11-én vetítették, míg Magyarországon 2014. április 7-én.
Ebben az epizódban egy pár hónappal korábbi visszatekintést láthatunk. Marshall és Lily aggódnak Ted és Robin miatt, miközben Ted telefonhívást kap egy régi ismerőstől. Közben Barney elfogad egy csomó kihívást, és találkozik az Anyával is.

## Cselekmény
Szombat délelőtt 11 óta van, 31 órával járunk az esküvő előtt. Barney, Ted és Lily próbálják vigasztalni Robint, aki ki van borulva, mióta megtudta, hogy az anyja nem jön el az esküvőre. Barney a felvidítását kihívásnak veszi, azt állítva, hogy a kihívásokat mindig teljesíti. Lily azt állítja, hogy ez nem igaz, mert egy alkalommal nem hozott nekik pelenkát és samosát. Ahhoz, hogy megértsék, miről van szó, vissza kell ugrani egészen 2012 őszéig az időben. Lily és Ted éppen Tednek a Robin iránti érzéseiről beszélnek, amelyekről Ted azt állítja, hogy csak barátiak. Ekkor megérkezik Barney, aki hallotta az egészet, és azt mondja, hogy se ő, se Ted nincsenek barátos viszonyban Robinnal, mert az lehetetlen olyan emberek között, akik húsz perc alatt simán össze tudnának jönni. Barney csak Marshallról és Robinról hiszi el, hogy ők teljesen baráti viszonyban vannak, ugyanis Marshall képtelen lenne még akkor is megcsókolni Robint, ha Lily élete múlna rajta. Barney, aki unatkozik, ekkor úgy dönt, hogy elfogad egy kihívást, és megszerzi egy szőke nő számát, majd elmegy. Mikor Robin megérkezik, Ted is bejelenti, hogy távozik, mert Marshallal kosármeccsre mennek. Ahogy lelép, megérkezik Barney, aki teljesítette a kihívást. Robin és Lily megjegyzik, hogy Barney csak olyan kihívásokat talál ki, amiket könnyű teljesíteni, és elérik, hogy ők találjanak ki neki kihívást. Barney komolyan veszi a dolgot, és sikerrel jár, még az olyan extrém esetekben is, mint hogy beszéljen delfinül, viseljen szemeteszsákot, nem használhatja az I betűt, és hogy hitesse el egy lánnyal, hogy ő Ryan Gosling.
Mivel már nem tudnak mit kitalálni, Lily azt mondja, menjen a boltba, hozzon pelenkát és samosát, és közben szedjen fel valakit. A boltban be is próbálkozik valakinél, aki azt mondja, hogy ez nála nem működik, és látja, hogy szomorú valamiért, de ne aggódjon, mert minden rendben lesz. Így találkozott Barney Ted leendő feleségével. Furának tartja, amit mondott neki, ezért utánamegy, hogy megtudja, mit akar ez jelenteni.
Eközben Ted és Marshall a kosármecsen vannak, ahol a Robin iránti érzéseiről beszélnek. Marshall szerint még mindig érez valamit iránta, és mennie kellene, mert 20 percen belül összejöhetnének és boldogan élhetnének. Ted tagadja az érzéseit, és szerinte Marshall csak a fogadás miatt akarja, hogy újra összejöjjenek. Ted kijelenti, hogy nem akarja már tovább üldözni Robint a szerelmével, hisz úgyis visszautasítaná. Nem sokkal később csörög a telefonja: egy régi ismerős, Hammond Druthers hívja Chicagóból, aki állást kínál neki. Ehhez azonban el kellene költöznie a városból. Ted nemet mond, de amikor Druthers könyörögni kezd, azt mondja, hogy majd átgondolja.
Közben a bolt előtt Barney és az Anya beszélgetni kezdenek. Barney arról panaszkodik, hogy ment tönkre a kapcsolata Robinnal, és megbánta már, hogy nem küzdött jobban érte. Az Anya megkérdezi tőle, hogy mit szeret jobban: játszani vagy győzni? Barney rájön, hogy győzni szeretne, és kijelenti, hogy 20 perc alatt simán visszaszerzi Robint. Az Anya szerint ez nem így megy: mostantól kezdve minden figyelmét, minden idejét, minden gondolatát Robinnak kell szentelnie, különben egyáltalán nem lesz fontos megnyerni a játékot. Barneyt megérinti mindaz, amit hallott, és úgy távozik, hogy a vásárolt holmikat otthagyja a padon.
Közben Ted hazaérkezik, és azt látja, hogy Robin olívabogyót eszik. Amikor azt mondja neki, hogy nem is szereti, Robin azt mondja, hogy megváltoztatta a véleményét. Ted úgy véli, ha itt sikerült, akkor másban is lehet, így végül egyértelmű nemet mond a chicagói állásra, mert hiszi, hogy köztük is változhatnak a dolgok. Ezt megosztja Marshallal is: azt mondja neki, hogy csak barátok, de egyikük se megy sehová, és végül az idő majd úgyis megoldja az egészet. Miközben Ted ebben reménykedik, Barney a lakásán a Taktikai Könyv utolsó oldalára lapoz, és elkezdi kidolgozni "A Robin" nevű technikát...
Visszakerülve a jelenbe Barney elmondja Robinnak, hogy attól a naptól kezdve az egyetlen kihívás, amit teljesíteni akart, az volt, hogy Robin Scherbatsky szeressen belé. Robin jobb kedvre derül, és elmondja Barneynak, hogy teljesítette a kihívást. Tedet, aki végignézi az egészet, ez láthatóan megérinti és elszomorítja.

## Kontinuitás
- Ismét felbukkan a kék kürt "A kezdetek", a "Valami kék" és a "Persze, hogy..." című részek után.
- Hammond Druthers utoljára az "Oszlopok" című részben szerepelt.
- Barney ismét viccel arról, hogy milyen a kapcsolata Ted anyjával.
- Ted és Robin szalutálós belső poénja ismét megjelenik.
- Miközben Barney próbálja vigasztalni Robint, ki akarja kapcsolni a melltartóját. Ugyanezt készült tenni a "Fergeteges hétvége" című részben is.
- "A Robin" nevű technika "Az utolsó oldal" című dupla részben került kifejtésre.
- Miközben Barney elkezd írni a könyvbe, látható, hogy a másik oldalon az "A farkam kívánságokat teljesít" című technika látható, ami "A Taktikai Könyv" című részben is szerepelt.
- Marshall és Lily fogadása Ted és Robin viszonyáról a "Nem sürgetlek" című részben jelent meg először.
- Ismét megemlítésre kerül Marshall zenekara, "A Funky, Csakis A Funky, A Színtiszta Funky".
- Ted a "Valami új" című epizódban bevallotta Lilynek, hogy Chicagóba költözik, utóbb tehát mégis elfogadta az állást.
- Hammond Druthersnél ugyanaz a baseball-labda volt, amit annyira féltett a "Jogi praktikák" című részben.
- Az Anya szerint a házasság annyi, mint megnyerni a játékot. Marshall ugyanezt állította a "Kisfiúk" című részben.
- Az "olíva-elmélet" "A kezdetek" című részben jelent meg. Robin utálta az olívabogyót, Marshall pedig ebből azt a következtetést vonta le, hogy összeillenek, hiszen ő nem szereti, Lily viszont igen, és az ő kapcsolatuk is ettől tartós.
- Marshall a "Duplarandi" című részben is bizonyította, hogy Lilyt csak igen-igen extrém és körülményes helyzetben lenne képes megcsalni, ha egyáltalán.

## Jövőbeli visszautalások
- Barney, aki köszönettel tartozik az Anyának, felajánlja neki, hogy összehozza valakivel. Az "Örökkön örökké" című részben be akarja mutatni Tednek. Ugyancsak ebben a részben játszik nagy szerepet újra a kék kürt a záró jelenetben.
- A legutolsó epizódban Ted és az Anya esküvője előtt Marshall kifizeti az 5 dollárt Lilynek a fogadásuk miatt. Egy törölt jelenetben, amely ténylegesen a legutolsó lett volna, Marshall énekelgetve kéri vissza az öt dollárt, hiszen Ted és Robin a legvégén mégiscsak összejöttek.

## Érdekességek
- "A medál" című részben Robin azt mondja, hogy 8 éve találkoztak először, ami igaz, mert az 2005-ben volt. Ebben az epizódban, ami 2012-ben játszódik, Ted már azt mondja, hogy a kék kürtöt 8 éve lopta el, ami nem lehet igaz, mert az 2004-ben lett volna, akkor pedig még nem is ismerték Robint.
- Barney a "Szívtörő" című részben már elkezdte "A Robin" megvalósítását, ugyanakkor a visszatekintések időrendje alapján ekkor még nem találkozhatott az Anyával. Carter Bays később úgy nyilatkozott, hogy az események valamikor a "Szívtörő" és az "Ajánlom magamat" című epizódok között játszódik.